# Lucas Eriksson
Pour les articles homonymes, voir Eriksson.
Lucas Eriksson (né le 10 avril 1996 à Gånghester) est un coureur cycliste suédois.

## Biographie
En 2020, il est sélectionné pour représenter son pays aux championnats d'Europe de cyclisme sur route organisés à Plouay dans le Morbihan. Il se classe trente-huitième de la course en ligne.

## Palmarès sur route

### Par année
- 2013
  - 6e du championnat du monde sur route juniors
- 2014
  - 3e étape de la Course de la Paix juniors
  - 2e du championnat de Suède du contre-la-montre juniors
  - 7e du championnat du monde sur route juniors
- 2016
  -  Champion de Suède sur route espoirs
- 2018
  -  Champion de Suède sur route
  -  Champion de Suède sur route espoirs
  - 5e du championnat d'Europe sur route espoirs
- 2019
  -  Champion de Suède sur route
  -  Champion de Suède du critérium
- 2020
  - 3e du championnat de Suède sur route
- 2021
  - Circuit des Ardennes International : 
    - Classement général
    - 1re étape

  - 3e du championnat de Suède sur route
  - 3e du Lillehammer GP
- 2022
  - Circuit des Ardennes International
  - Kreiz Breizh Elites
- 2023
  -  Champion de Suède sur route
- 2025
  - 2e du championnat de Suède sur route

### Classements mondiaux
| Année                                 | 2015 | 2016  | 2017  | 2018 | 2019 | 2020 | 2021 | 2022 | 2023 | 2024 |
| ------------------------------------- | ---- | ----- | ----- | ---- | ---- | ---- | ---- | ---- | ---- | ---- |
| Classement mondial                    |      | 1847e | 1719e | 324e | 435e | 512e | 259e | 339e | 406e | 959e |
| UCI Europe Tour                       | 897e | 1275e | 1210e | 165e | 345e | 420e | 220e | 271e | nc   | nc   |
| UCI Asia Tour                         | nc   | 566e  | nc    | nc   |      |      |      |      |      |      |
|                                       |      |       |       |      |      |      |      |      |      |      |
| Légende : nc = non classéSource : UCI |      |       |       |      |      |      |      |      |      |      |

## Palmarès en cyclo-cross
- 2013-2014
  -  Champion de Suède de cyclo-cross juniors